# Joel Stransky
Joel Theodore Stransky (ur. 16 lipca 1967 w Pietermaritzburg) – południowoafrykański rugbysta, łącznik ataku, mistrz świata 1995.
W reprezentacji RPA w rugby debiutował w meczu z Australią i w latach 1993–1996 rozegrał w niej 22 spotkania, zdobywając 240 punktów.
Uczestnik mistrzostw świata w RPA w 1995 roku, podczas których brał udział we wszystkich meczach Springboks. W finale autor drop-gola, który zadecydował o zwycięstwie Republiki Południowej Afryki nad Nową Zelandią (15-12) po dogrywce.
Jeden z najlepszych graczy reprezentacji RPA w rugby w historii.
Po zakończeniu kariery sportowej – ceniony komentator telewizyjny.